# Ordine al merito militare (Canada)
L'Ordine al merito militare  è un riconoscimento conferito dal Canada.

## Storia
L'Ordine è stato fondato il 1º luglio 1972.

## Classi
L'Ordine dispone delle seguenti classi di benemerenza che danno diritto a dei post nominali qui indicati tra parentesi:
- Commendatore (CMM)
- Ufficiale (OMM)
- Membro (MMM)

| Nastri |           |              |
| Membro | Ufficiale | Commendatore |

## Insegne
- Il nastro è blu con bordi gialli.